# Lars Larson

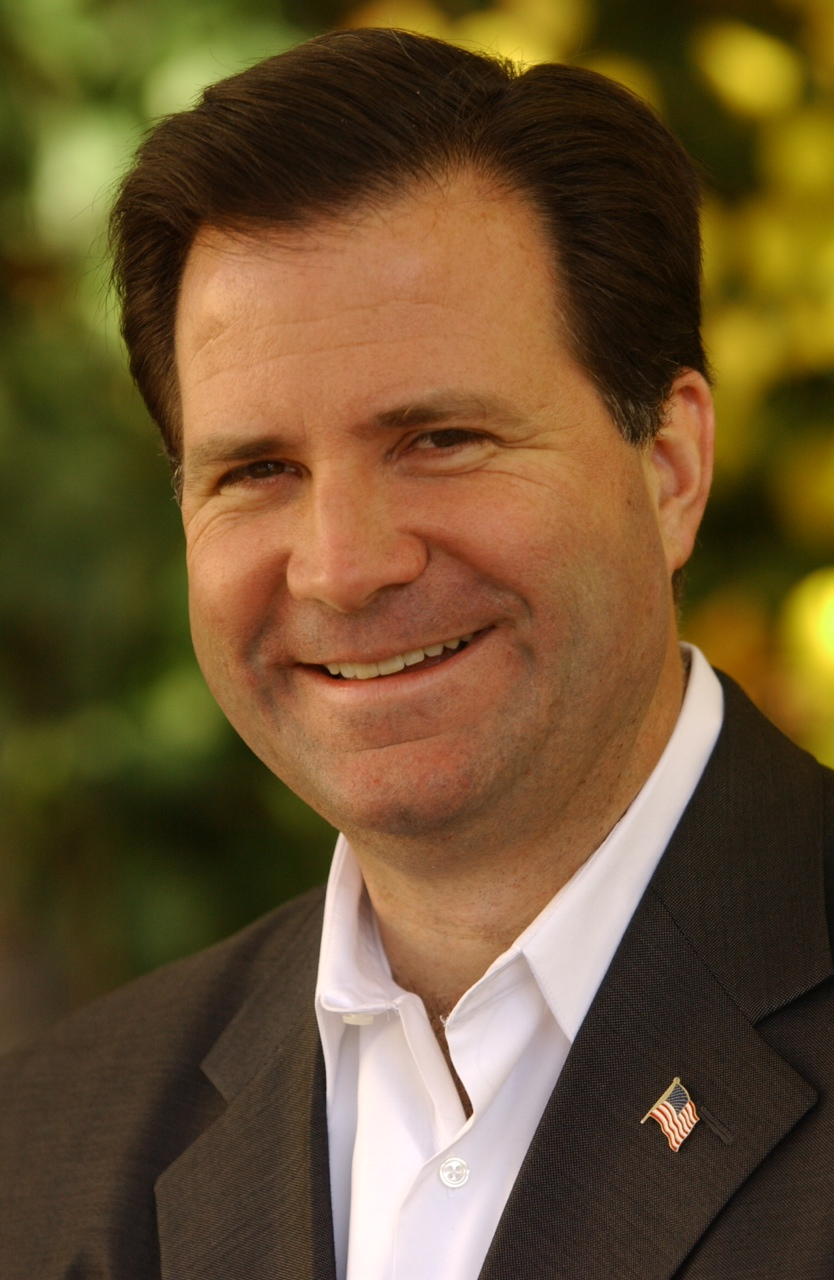
Lars Larson, 2013

Lars Kristopher Larson (* 6. März 1959 in Taipeh) ist ein US-amerikanischer konservativer Radiomoderator aus Portland, Oregon. Er ist seit 1997 Gastgeber der US-weit ausgestrahlten The Lars Larson Show auf KXL-FM Portland. Larson arbeitete von den 1970er bis in die 1990er Jahre in Radio- und Fernseh-Nachrichtenredaktionen. Seine Radioshow wird täglich in einer regionalen und einer von Compass Media Networks national verbreiteten Version gesendet.

## Leben
Mit 16 Jahren sammelte Larson seine ersten Erfahrungen als Sprecher beim kleinen Radiosender „The Mighty 1590 KTIL“ im ländlichen Tillamook, Oregon.
Von 1977 bis 1979 studierte Larson an der University of Oregon in Eugene, beendete dieses Studium jedoch, um sich seinem Medienengagement zu widmen. Später besuchte er Kurse an der Gonzaga University. 1980 zog Larson nach Portland und nahm beim Sender KXL-AM (heute KXTG) die Tätigkeit auf. Neben verschiedenen Fernsehengagements sendet er bei dem Sender, heute KXL-FM, bis heute. 1997 wurde seine The Lars Larson Show ins Programm aufgenommen.
Lars Larson ist Mitglied der Republikanischen Partei und der National Rifle Association (NRA).

## Sendung und Positionen
Lars Larson vertritt wie die meisten Talkshowhosts in den USA konservative bis ultrakonservative Positionen. Seine Sendung wird laut KXL von 150.000 Hörern täglich gehört. Die sechsstündige Sendung wird nur durch wenige Werbebeiträge unterbrochen; Musik wird nicht gesendet.
Larson verglich in seinen Sendungen Bürgerrechtsaktivisten mit dem Ku-Klux-Klan und machte sich über Klimaschützer lustig.
Larson war im Februar 2016 noch kein Anhänger des damaligen Präsidentschaftskandidaten Donald Trump. Er sah in ihm einen New Yorker, der früher liberale Positionen vertreten hat und mit Hillary Clinton befreundet gewesen sei. Später änderte er jedoch seine Haltung und unterstützt seitdem die Positionen und die Präsidentschaft von Donald Trump. Wie Trump sieht er die meisten US-Medien als tendenziös und nennt deren Berichterstattung „fakestream“.
Der Moderator ist gegen eine Verschärfung des US-Waffenrechts und trägt stets eine Kimber Ultra Carry II bei sich. Er behauptete u. a., dass das einzige, was einen "bösen Mann mit einer Waffe" aufhalten kann, ein "guter Mann mit einer Waffe" ist.

## Auszeichnungen
Larson erhielt den Emmy Award und den Peabody Award.